# ロン先生の虫眼鏡 (漫画)
『ロン先生の虫眼鏡』（ロンせんせいのむしめがね）は、原作：光瀬龍、作画：加藤唯史による日本の漫画。『週刊少年チャンピオン』（秋田書店）にて1977年から連載される。1979年4月から『月刊少年チャンピオン』（同）に移籍し、1981年まで連載される。移籍について光瀬はエッセイ本『ロン先生の虫眼鏡』（1980年、徳間文庫）の巻末にある「ロン先生の著作日記」の中で、これでだいぶ助かると記述しており、原作者側の理由によるものと推定できる。単行本は少年チャンピオンコミックスから全10巻が刊行されている。
1977年から1978年にかけては、萩尾望都作画による『百億の昼と千億の夜』も週刊少年チャンピオンに連載されており、光瀬が原作の作品が、同時に二作、掲載されることになった。
主な舞台は作品中には明確な記述はないが、原作者の光瀬が神奈川県鎌倉に別荘があったこと、作品中の情景から鎌倉と推定される。自然が相手の作品なので、鎌倉近郊を含め多くの地域が登場する。
エッセイ本『ロン先生の虫眼鏡』は1976年に早川書房、1980年に徳間書店（徳間文庫）から刊行されている。この作品は光瀬龍＝ロン先生であり、内容も「私は」という一人称が使用されており、元太も洋子も出てこない。また、光瀬の少年時代や青年時代を回顧する描写がある。漫画の『ロン先生の虫眼鏡』では作者が漫画用の原稿を週刊誌あるいは月刊誌の発行に合わせて書き上げている。なお、エッセイ本の続編『ロン先生の虫眼鏡 Part2』『ロン先生の虫眼鏡 Part3』は、1982年・1983年に徳間書店から刊行されている。
この作品は掲載誌の『週刊少年チャンピオン』ではあまり人気がなかった。当時の『週刊少年チャンピオン』の主力作品は『がきデカ』、『ふたりと5人』、『マカロニほうれん荘』などのナンセンス・ギャグであり、その色にまったく染まっていない『ロン先生の虫眼鏡』は同誌の「唯一の良心」と言われていた。

## あらすじ
『ロン先生の虫眼鏡』は全95話から構成されており、各話が独立しているため、全体を通してのあらすじは作成できない。その代わりに第1話から第30話を要約してみる。各話には1つもしくは複数の動物の生態などが記述されている。
第01話：ロン先生と元太が仙人郷をたずね、「小豆洗い」の正体が小さな昆虫の「チャタテムシ」であることを明らかにする。
第02話：ロン先生が海岸の通りに「ヒキガエル」が現れ交通事故が起きる原因は砂浜にいる「ハマトビムシ」を食べるためだと解明する。
第03話：列車内で騒いでいた4人組の1人が草原で「マムシ」に噛まれ、ロン先生が応急手当をして、診療所に運ぶ。
第04話：「ジガバチ」は青虫を毒針で麻痺させ巣穴に入れ、卵を産み付け入り口を塞ぐ。巣穴の周囲を変えるとジガバチはとまどう。
第05話：「ライギョ」も「アメリカザリガニ」も人間が持ち込んだ外来生物で、生態系に大きな影響を与えている。
第06話：「ミツバチ」の巣では女王が年を取ると、新しい女王の卵を産み、自分は働き蜂の半数を率いて巣箱から出る（分封）。
第07話：海岸に漂着した「バンドウイルカ（ハンドウイルカ）」を手当てし、元気になるまでいけすで飼育する。
第08話：近所のけちなおじいさんの飼っている「金魚」が次々と死ぬ。ロン先生は、原因は詰めすぎと濾過器の性能不足だと教えてあげる。
第09話：観音島に多発する地震、ネズミの異常行動、深海魚の浮き上がり、そして「ナマズ」が暴れ出したことにより地震を予知する。
第10話：ライバル意識で仲の悪い二人の陶芸家にロン先生は「トックリバチ」や「ヒメベッコウバチ」の壺形の巣作りを見せる。
第11話：観光施設から「ピラニア」が外の水系に逃げ出す。しかし、ロン先生は外の環境では彼らは生きていけないから大丈夫と話す。
第12話：東北の漁村で「ヒトデ」が大発生し、漁業資源に被害が出ている。ロン先生はヒトデの生命力から陸上で処分するよう助言する。
第13話：「カウレウオ」は安全な隠れ家として「ナマコ」の中に入り込む。「ウニ」は食べている海藻により味の善し悪しが決まる。
第14話：大滝山の仙人洞にはすばらしい鍾乳洞があり、「コウモリ」が棲息している。ロン先生は大滝山のトンネル工事の中止を求める。
第15話：元太と洋子はテレパシーの有無でけんかになる。ロン先生は動物の第六感について「ウサギ」と「キツネ」の例で説明する。
第16話：洋食屋と中華料理屋は「ゴキブリ」を巡り仲が悪い。ロン先生は床下と天井裏がつながっているのを見て一緒に駆除するよう助言する。
第17話：「ネコ」を真似て元太は一回転着地の特訓するがうまくいかない。ロン先生は体の構造が違うので無理だと指摘する。
第18話：ロン先生が「カメ」を逃がしてあげたのを見た元太は煙を入れた箱を届け、箱を開いたロン先生をあわてさせる。
第19話：「ウグイス」の鳴き比べで仲の悪い家の子ども同士が恋仲になり、ロン先生は二人のために一計を案じる。
第20話：傷ついた「アオダイショウ」をロン先生が家に持ち帰り手当てする。先生の家に入った泥棒は蛇に驚きご用となる。
第21話：床をガラスにして上から海の魚が見えるようにしている店にロン先生は海水の交換、深さが必要なことなどをアドバイスする。
第22話：親の反対を押し切って結婚した二人のラーメン屋は「ハエ」で困っており、ロン先生は警察と一緒に発生源を移動させる。
第23話：古い代官屋敷の一部が地震で損壊する。ロン先生はケチな持ち主に「シロアリ」の被害を指摘し、文化財の指定を進言する。
第24話：「イヌ」は「オオカミ」と人間との関係により「イヌ」となった。その期間は非常に短かかかったといわれる。
第25話：奥山村では「イノシシ」が増えて植林や農作物の被害が出ている。ロン先生は現場を見て鉄条網や電気ショック柵を助言する。
第26話：やくざの3人組が釣った「フグ」を食べて中毒を起こす。フグの毒・テトロドキシンは青酸カリよりもはるかに強い。
第27話：「タコ」が陸に上がりサツマイモ畑を荒らすという。ロン先生もそれを見るが夢の中だったようだ。
第28話：「ハンミョウ」は美しい光沢のある甲虫で、人の歩く方向に移動し、まるで道案内をしているようだ。
第29話：機嫌の悪い元太は海岸で「カラス」に石を投げケガをさせる。それは飼育されているカラスで、元太は復讐される。
第30話：テレビ番組の撮影のため三人は船で外海に出て「トビウオ」の大群を見る。海が荒れてテレビクルーは船酔いで番組どころではない。

## 登場人物
各話が独立しているため、登場人物は繰り返し登場する人物に限定して記述する。
ロン先生
この作品の主人公であるが職業、年齢は不詳である。生物学および動物の生態について多くの知識を有しており、在野の自由研究者のようだ。中年体型で丸い大きなメガネをかけている。フィールドワークの経験が多いようで、体力は若者にひけをとらない。実際にはロン先生＝光瀬龍であるが、漫画作品中にはそのような記述はない。
元太
ロン先生の近所の小学5年生でしばしばロン先生の家に勝手に出入りしている。小学生らしい素朴な疑問を投げかけて物語を展開させたり、ときには読者の笑いを誘う三枚目の役割を担っている。
洋子
ロン先生の家に気軽に出入りしている近所の女子高生、元太とともに子どもの視点から物語を展開させるが、さすがに高校生らしい常識や知識をもっており、元太とはよく見解が対立する。ときには元太と取っ組み合いのけんかをすることもある。
ムギちゃん
山奥にある民宿「仙人郷」の一人娘、年齢は元太と同じくらい。第1話はこの民宿を舞台に「小豆洗い」の正体を探る話となっている。
その後もひとりで、ロン先生たちと遊びにやってくる描写がある。

## 書誌情報
- 光瀬龍（原作）・加藤唯史（作画）『ロン先生の虫眼鏡』秋田書店〈少年チャンピオンコミックス〉、全10巻。ISBNはない[6]。
  1. 1978年7月15日初版発行
  2. 1978年9月5日初版発行
  3. 1978年12月10日初版発行
  4. 1979年2月10日初版発行
  5. 1979年5月10日初版発行
  6. 1979年7月20日初版発行
  7. 1979年9月5日初版発行
  8. 1980年3月20日初版発行
  9. 1981年5月10日初版発行
  10. 1981年7月15日初版発行

- 光瀬龍（原作）・加藤唯史（作画）『新編成ロン先生の虫眼鏡』共同刊行・発売は講談社、全3巻。
  1. 1992年8月発行、ISBN 4-06-313355-9[7]
  2. 1992年9月発行、ISBN 4-06-313357-5[8]
  3. 1992年10月発行、ISBN 4-06-313361-3[9]

- 光瀬龍（原作）・加藤唯史（作画）『ロン先生の虫眼鏡』秋田書店〈秋田文庫〉、全3巻
  1. 2003年10月発行、ISBN 4-253-17881-2[10]
  2. 2003年12月発行、ISBN 4-253-17882-0[11]
  3. 2004年2月発行、ISBN 4-253-17883-9[12]